# Katarzyna Kozaczyk
Katarzyna Kozaczyk, nota anche con lo pseudonimo di Katarina Vasilissa (Dąbrowa Górnicza, 1º gennaio 1971), è una modella e attrice polacca.

## Biografia
Assurta a una certa fama in Italia grazie al suo ruolo da protagonista nel film del 1994 L'uomo che guarda di Tinto Brass, ha proseguito la sua carriera di attrice fino al 1998, quando ha abbandonato le scene.

## Filmografia

### Cinema
- Enak, regia di Sławomir Idziak (1993)
- L'uomo che guarda, regia di Tinto Brass (1994)
- L'estate di Bobby Charlton, regia di Massimo Guglielmi (1995)
- Cuori al verde, regia di Giuseppe Piccioni (1996)
- Il delitto di via Monte Parioli, regia di Antonio Bonifacio (1998)
- A Bedfull of Foreigners, regia di John C. Broderick (1998)

### Televisione
- Linda e il brigadiere – serie TV, episodio 1x04 (1997)
- I misteri di Cascina Vianello – serie TV, episodio 1x05 (1997)